# Don Freeland
Don Freeland, ameriški dirkač Formule 1, * 25. marec 1925, Los Angeles, Kalifornija, ZDA, † 2. november 2007.
Don Freeland je upokojeni ameriški dirkač, ki je med letoma 1953 in 1960 sodeloval na ameriški dirki Indianapolis 500, ki je med letoma 1950 in 1960 štela tudi za prvenstvo Formule 1. Najboljši rezultat je dosegel na dirki leta 1956, ko se je uvrstil na tretje mesto.